# Charlton (Northamptonshire)
Pour les articles homonymes, voir Charlton.
Charlton est un village du Northamptonshire, en Angleterre.